# Espronceda (película)
Espronceda es una película española de drama biográfico estrenada en 1945, escrita y dirigida por Fernando Alonso Casares y protagonizada en los papeles principales por Armando Calvo y Amparo Rivelles.
El guion de la película está basada en una obra de teatro de Eduardo Marquina.
El 8 de octubre de 1945 la película consiguió un premio económico de 250.000 ptas. en los premios del Sindicato Nacional del Espectáculo.

## Sinopsis
El poeta romántico José de Espronceda se enamora de Teresa Mancha a la que vuelve a ver en su exilio en París. Al regresar a Madrid su madre quiere que se case con Bernarda de Beruete.

## Reparto
- Amparo Rivelles como Teresa Mancha
- Armando Calvo como	José de Espronceda
- Concha Catalá como	Doña Carmen
- Ana María Campoy como Bernarda de Beruete
- Jesús Tordesillas como	Miguel de los Santos
- Nicolás Perchicot como Coronel Mancha
- Fernando Fernán Gómez como Míster Wilde
- Julio Rey de las Heras como Brummel
- Carmen Cobeña como Lady Blesington
- Juan Calvo como Bayo
- Manuel Arbó como Orense
- Manuel París como	Padrino 1º
- Enrique Herreros como Padrino 2º
- Joaquín Bergía como Alberto
- José María Rodero como	Rafael
- María Dolores Pradera como	Emilia Mancha
- Manuel del Pozo como José Manuel
- Carlos Agostí
- José Villasante
- Elena Salvador
- Jacinto San Emeterio
- Antonio Casas
- Mario Berriatúa
- Conrado San Martín